# San Antonio (Texas)

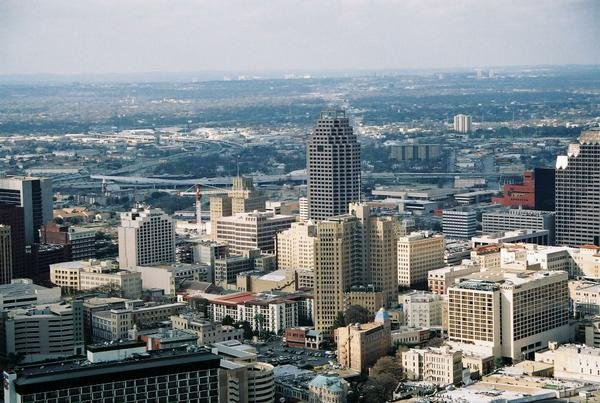
Panoràmica del centre de San Antonio.

San Antonio és la segona ciutat més gran de Texas i és la setena ciutat més poblada dels Estats Units. Al cens estimat del 2006, tenia tot just sota 1,3 milions de persones i la seva àrea metropolitana n'acumulava quasi dos milions, la 29a més gran del país. San Antonio, que és la seu del comtat de Bexar, cobreix 1.067 kilòmetres quadrats entre el límit nord de la regió sud de Texas i el límit sud de la regió central de Texas. La seva influència es fa notar en tot el sud i sud-oest dels Estats Units.
San Antonio té una forta presència militar i és seu del Fort Sam Houston i les bases de la Força Aèria de Lackland, Randolph i Brooks City, amb els camps d'entrenament de Bullis i Stanley als afores de la ciutat. La Base de la Força Aèria de Kelly va operar en la perifèria de San Antonio fins a 2001, quan va ser traslladada a la de Lackland i les zones restants de la base es van convertir en el Port de San Antonio, un aeroport i complex industrial. Cinc companyies incloses en la llista Fortune 500 tenen la seva seu en San Antonio, així com el South Texas Medical Center, l'únic abastidor de cures i investigació mèdica en la regió del sud de Texas.

## Història
Sobre la seva fundació existeixen dades que apunten que l'embrió de la ciutat va ser un dels punts pobles de missió que els missioners franciscans van construir quan aquells territoris de "Coahuila i Texas" i Califòrnia eren de la corona de Castella. La missió de San Antonio, en concret, la va fundar el missioner Fra Antonio d'Olivares de Moguer, (en l'actualitat Huelva, Espanya).
El nucli fundacional va ser poblat per un grup d'una vintena de famílies procedents de les Illes Canàries, obligades per la Corona Espanyola a l'emigració mitjançant el "tribut o impost de sang", per a l'enfortiment dels territoris americans recentment integrats en la Corona i a conseqüència del risc que, sobretot per a les illes més properes a la costa africana (Fuerteventura i Lanzarote), suposaven les expedicions dels pirates berberiscos.
Va formar part de la República de Texas, un Estat independent i sobirà de l'Amèrica del Nord, localitzat entre els Estats Units i Mèxic que va existir entre 1836 i 1845. El 1842 mig miler d'efectius de l'exèrcit mexicà liderats per Rafael Vásquez ocupen San Antonio (Texas) i creuen el Rio Grande, però se n'hauran de retirar al cap de pocs dies.

## Geografia
San Antonio s'assenta sobre l'Escarpa de Balcones i, segons el cens de 2000, la ciutat comptava amb 1.067,3 km² de terra i 11,7 km² d'aigua. El primer origen d'aigua potable en la ciutat va ser l'Aqüífer Edwards. Detinguts en 1962 i 1969, respectivament, els llacs Víctor Braunig i el Calaveras van estar entre els primers embassaments del país construïts per a l'ús reciclat d'aigües residuals tractades per al refredament de les centrals elèctriques, reduint la quantitat de les aigües subterrànies necessàries per a la generació elèctrica.

## Personatges il·lustres
- Ben Uzoh.
- Louis John Schuetze, director d'orquestra i compositor.